# Військове країнознавство
Військове країнознавство — галузь військової географії, що спеціалізується на вивченні конкретних країн, їхньої географії, культури, економіки та інших аспектів, які мають стратегічне значення для планування та виконання операцій військових операцій. Також військове країнознавство включає дослідження військових можливостей та обмежень кожної країни, її географічних особливостей, політичної стабільності, інфраструктури та інших факторів.